# Niépce Glacier
Niépce Glacier är en glaciär i Antarktis. Den ligger i Västantarktis. Argentina, Chile och Storbritannien gör anspråk på området. Niépce Glacier ligger 358 meter över havet.
Terrängen runt Niépce Glacier är kuperad åt nordväst, men åt sydost är den bergig. Terrängen runt Niépce Glacier sluttar norrut. Trakten är obefolkad. Det finns inga samhällen i närheten. 